# Mesopsammon

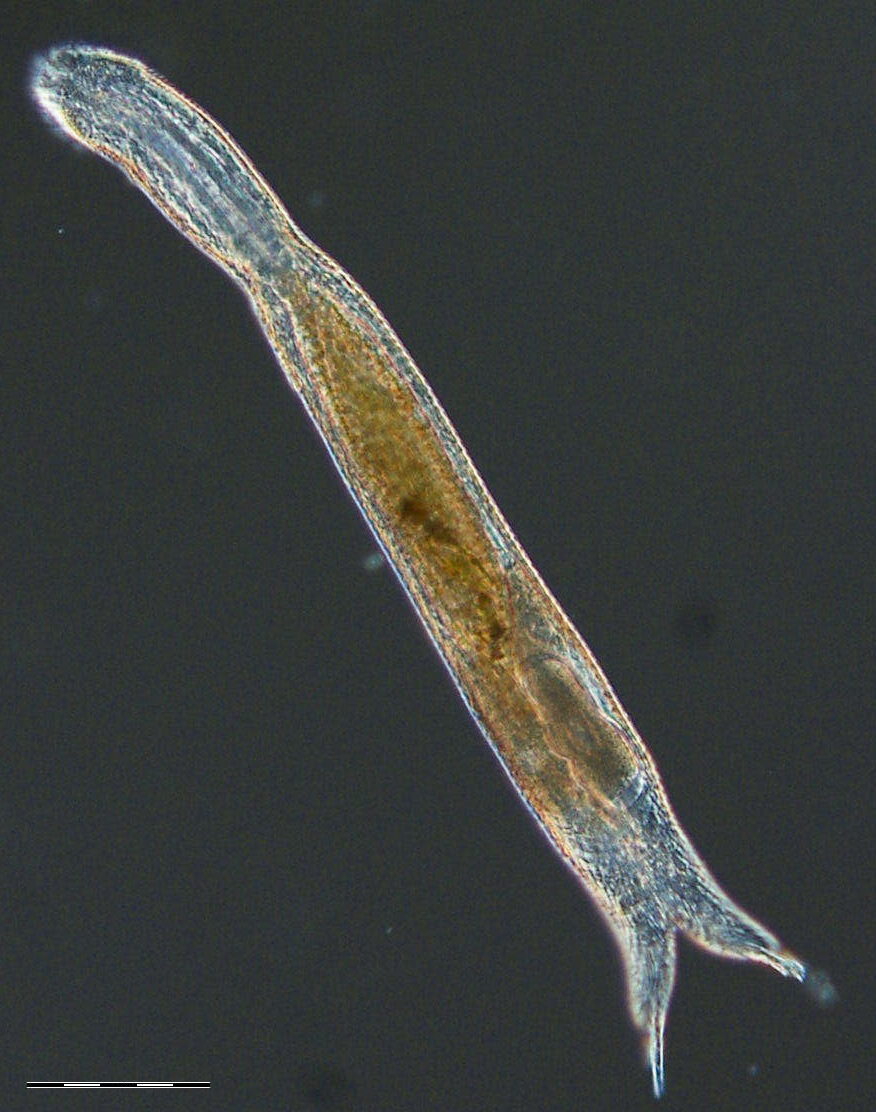
Diuronotus aspetos is een typisch mesopsammon organisme

Mesopsammon (van het Grieks: μέσος mésos = tussen, ψάμμος psammos = zand) verwijst naar het habitat of de levenswijze van organismen die leven tussen de zandkorrels aan de kusten van zeeën en aan de oevers van meren en rivieren. Een mesopsammon habitat vormt een zeer soortenrijke levensgemeenschap waarin ciliaten, beerdiertjes, nematoden, roeipootkreeftjes en kleine schelpen en slakken voorkomen. Organismen die leven tussen de zandkorrels in bodems of aquatische sedimenten worden ook wel interstitiële organismen genoemd.
Opmerkelijk aan dieren met een mesopsammone levenswijze is dat deze dieren gedurende de evolutie zeer klein zijn geworden: wormen, mosselen, slakken en andere organismen zijn door aanpassing aan het zanderig leefgebied tot minimale afmetingen gekrompen. In bredere zin worden deze organismen ook wel aangeduid als meiofauna.

## Abiotische factoren
De leefomstandigheden van de mesopsammone organismen zijn meestal onherbergzaam. De temperatuur van zand kan in sommige gebieden variëren tussen de –5° C in de winter en meer dan 40° C in de zomer. Ook het zoutgehalte van het water is onderhevig aan grote schommelingen en het zand kan snel uitdrogen. Vanwege de mechanische stress groeien hier geen planten die bescherming of ondersteuning kunnen bieden. Wind en golven veranderen de morfologie van het leefgebied. De bewoners van een mesopsammon ecosysteem moeten goed zijn aangepast aan deze abiotische factoren. Een evolutionair voordeel is de relatief lage concurrentie met andere organismen in een relatief grote leefomgeving, waardoor deze ecologische niche wereldwijd beschikbaar is.